# Генеральный план Полтавы
Генеральный план Полтавы — проектный документ, на основании которого осуществляется планировка, застройка, реконструкция и иные виды градостроительного освоения территории города.

## История
Изначально, застройка города происходила стихийно.

### Генеральный план 1803 года
После того, как в 1802 году Полтава стала административным центром Полтавской губернии, в 1803 году был утверждён первый генеральный план города, в соответствии с которым в 1803—1805 годы был спроектирован и застроен центр города. В это время были проложены главная улица города, создана торговая площадь, по образцовым проектам построены здания губернских учреждений
В 1804—1811 годы при губернской управе были созданы губернская чертежная и строительная экспедиция, которые возглавил архитектор М. А. Амвросимов.
Следующий этап застройки города начался в 1852 году, в связи с переводом из Ромен в Полтаву Ильинской ярмарки.
Следующий этап расширения города и интенсификации строительства в 1870е — 1890е годы связан с прокладкой через Полтаву железной дороги.

### Генеральный план 1935 года
В 1934—1935 гг. коллективом специалистов института Гипроград под руководством архитектора А. И. Станиславского был разработан и в 1935 году — утверждён новый генеральный план развития города.

### Генеральный план восстановления города 1945—1947 гг.
В летне-осенней кампании 1943 года Полтава представляла собой важный узел коммуникаций в тылу немецких войск, и потеря города означала потерю ряда других крупных опорных пунктов. В результате, бои за город приняли ожесточённый характер и продолжались круглосуточно с 21 до 23 сентября 1943 года. Центр города был практически стёрт с лица земли.
Во время немецкой оккупации были разрушены все промышленные предприятия, все предприятия коммунального хозяйства, 45 учебных заведений, 9 больниц и 5 поликлиник, музеи, кинотеатры, театр, клубы и 350 тыс. м² жилой площади, в денежном выражении убытки составили 1137 млн. рублей. В 1944 году Гипроград УССР составил предварительный план первоочередных восстановительных работ, в 1945—1947 коллективом специалистов Гипроград УССР под руководством архитекторов О. А. Малышенко и Л. С. Вайнгорта был составлен генеральный план восстановления Полтавы (в соответствии с которым в 1944—1958 гг. город был восстановлен и реконструирован).

### 1957—1975
В 1957 и 1965 годы были приняты новые проекты развития промышленности и расширения территории города, в результате реализации которых промышленные предприятия были перенесены из центра города в промышленные районы (Затуринский, Супруновский и Южный).
В 1973 году началось строительство жилых массивов Половки и Браилки.
В 1975 году был объявлен Всесоюзный конкурс на разработку проекта планировки и застройки исторического центра Полтавы, в котором победил харьковский институт Укргорстройпроект.

### Генеральный план 2006 года
Генеральный план города Полтава разработан Украинским научно-исследовательским институтом проектирования городов «Діпромісто» (г. Киев) и утверждён сессией Полтавского городского совета четвёртого созыва 21 апреля 2006 года. Генеральным планом были утверждены новые территории для строительства, размещение новых парков, объектов культурного, жилого и промышленного предназначения. Одной из целей плана было улучшение экологического и санитарно-гигиеничного состояния города, развития его строительной базы, транспортной и инженерной инфраструктуры.
Согласно плану к 2026 году запланировано построить 2 млн м² жилья (по 110 000 м² жилья ежегодно). Территории определённые для реконструкции в центральной части города дадут около 400 тысяч квадратных метров жилья. Новое жилое строительство будет осуществляться в 57 микрорайонах, на территориях бывших артиллерийских складов, в южной части города (в двух новых жилых районах) и на «Леваде-2». Генеральным планом предложено включение территорий возле бывшего села Ивонченцы, возле сел Вакуленцы, Гожулы.
В генеральный план также входит строительство объездной дороги Киев-Харьков возле села Рассошенцы, тем самым отведя оживленную трассу от границ города.